# Olena Antonova
Olena Antonova (Níkopol, Unión Soviética, 16 de junio de 1972) es una atleta ucraniana, especializada en la prueba de lanzamiento de disco en la que llegó a ser subcampeona olímpica en 2008.

## Carrera deportiva
En los JJ. OO. de Pekín 2008 ganó la medalla de plata en el lanzamiento de disco, llegando hasta los 62.59 metros, tras la estadounidense Stephanie Brown Trafton (oro con 64.74 m) y por delante de la china Song Aimin.